# Задомброве-Вятрачиська
Задомброве-Вятрачиська (пол. Zadąbrowie-Wiatraczyska) — село в Польщі, у гміні Варта Серадзького повіту Лодзинського воєводства.
Населення — 122 особи (2011).
У 1975-1998 роках село належало до Серадзького воєводства.

## Демографія
Демографічна структура станом на 31 березня 2011 року:
|          | Загалом | Допрацездатний вік | Працездатний вік | Постпрацездатний вік |
| -------- | ------- | ------------------ | ---------------- | -------------------- |
| Чоловіки | 61      | 13                 | 36               | 12                   |
| Жінки    | 61      | 12                 | 34               | 15                   |
| Разом    | 122     | 25                 | 70               | 27                   |